# Córtex cerebral
O córtex cerebral, também conhecido como manto cerebral, é a camada externa do tecido neural do cérebro em humanos e outros mamíferos . O córtex cerebral consiste principalmente no neocórtex de seis camadas, com apenas 10% consistindo no alocórtex . É separado em dois córtices, pela fissura longitudinal que divide o cérebro nos hemisférios cerebrais esquerdo e direito. Os dois hemisférios são unidos abaixo do córtex pelo corpo caloso . O córtex cerebral é o maior local de integração neural no sistema nervoso central . Desempenha um papel fundamental na atenção, percepção, consciência, pensamento, memória, linguagem e consciência. O córtex cerebral é a parte do cérebro responsável pela cognição.
Na maioria dos mamíferos, com exceção dos pequenos mamíferos que possuem cérebros pequenos, o córtex cerebral é dobrado, proporcionando uma maior área de superfície no volume confinado do crânio . Além de minimizar o volume cerebral e craniano, o dobramento cortical é crucial para os circuitos cerebrais e sua organização funcional. Nos mamíferos com cérebros pequenos não há dobramento e o córtex é liso.
Uma dobra ou crista no córtex é denominada giro (plural giros) e um sulco é denominado sulco (plural sulcos). Estas circunvoluções superficiais aparecem durante o desenvolvimento fetal e continuam a amadurecer após o nascimento através do processo de girificação . No cérebro humano, a maior parte do córtex cerebral não é visível do exterior, mas está enterrado nos sulcos. Os principais sulcos e giros marcam as divisões do cérebro nos lobos do cérebro . Os quatro lobos principais são os lobos frontal, parietal, occipital e temporal . Outros lobos são o lobo límbico e o córtex insular, muitas vezes referido como lobo insular.
Existem entre 14 e 16 bilhões de neurônios no córtex cerebral humano. Estas são organizadas em camadas corticais horizontais, e radialmente em colunas e minicolunas corticais . As áreas corticais têm funções específicas, como movimento no córtex motor e visão no córtex visual . O córtex motor está localizado principalmente no giro pré-central, e o córtex visual está localizado no lobo occipital.

## Estrutura

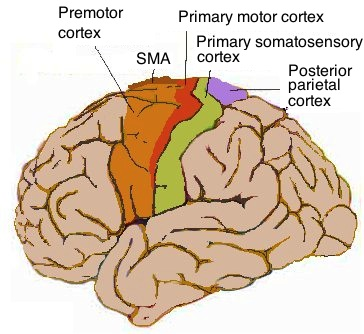
Vista lateral do cérebro mostrando vários córtices

O córtex cerebral é a cobertura externa das superfícies dos hemisférios cerebrais e é dobrado em picos chamados giros e sulcos chamados sulcos . No cérebro humano está entre 2 e 3-4 mm. grosso, e representa 40% da massa do cérebro. 90% do córtex cerebral é o neocórtex de seis camadas, enquanto os outros 10% são compostos de alocórtex de três/quatro camadas. Existem entre 14 e 16 bilhões de neurônios no córtex, e estes estão organizados radialmente em colunas corticais, e minicolunas, nas camadas organizadas horizontalmente do córtex.
O neocórtex é separável em diferentes regiões do córtex conhecidas no plural como córtices, e incluem o córtex motor e o córtex visual . Cerca de dois terços da superfície cortical estão enterrados nos sulcos e o córtex insular está completamente oculto. O córtex é mais espesso na parte superior do giro e mais fino na parte inferior do sulco.

### Dobras anatômicas
O córtex cerebral é dobrado de uma forma que permite que uma grande área superficial de tecido neural caiba dentro dos limites do neurocrânio . Quando desdobrado no ser humano, cada córtex hemisférico tem uma área de superfície total de cerca de 0,12 metro quadrados (1,3 sq ft) . A dobra é voltada para dentro, longe da superfície do cérebro, e também está presente na superfície medial de cada hemisfério dentro da fissura longitudinal . A maioria dos mamíferos tem um córtex cerebral que é enrolado com picos conhecidos como giros e depressões ou sulcos conhecidos como sulcos. Alguns pequenos mamíferos, incluindo alguns pequenos roedores, têm superfícies cerebrais lisas sem girificação.

### Lobos
Os sulcos e giros maiores marcam as divisões do córtex do cérebro nos lobos do cérebro . Existem quatro lobos principais: o lobo frontal, o lobo parietal, o lobo temporal e o lobo occipital . O córtex insular é frequentemente incluído como lobo insular. O lobo límbico é uma borda do córtex no lado medial de cada hemisfério e também é frequentemente incluído. Existem também três lóbulos cerebrais descritos: o lóbulo paracentral, o lóbulo parietal superior e o lóbulo parietal inferior.

### Grossura
Para espécies de mamíferos, cérebros maiores (em termos absolutos, não apenas em relação ao tamanho corporal) tendem a ter córtices mais espessos. Os menores mamíferos, como os musaranhos, têm uma espessura neocortical de cerca de 0,5 milímetros; aqueles com os maiores cérebros, como humanos e baleias-comuns, têm espessuras de 2–4 milímetros. Existe uma relação aproximadamente logarítmica entre o peso do cérebro e a espessura cortical. A ressonância magnética do cérebro (MRI) permite medir a espessura do córtex cerebral humano e relacioná-la com outras medidas. A espessura das diferentes áreas corticais varia, mas em geral o córtex sensorial é mais fino que o córtex motor. Um estudo encontrou alguma associação positiva entre a espessura cortical e a inteligência. Outro estudo descobriu que o córtex somatossensorial é mais espesso em pacientes com enxaqueca, embora não se saiba se isso é resultado de crises de enxaqueca, a causa delas ou se ambas são resultado de uma causa compartilhada. Um estudo posterior utilizando uma população maior de pacientes não relatou nenhuma alteração na espessura cortical em pacientes com enxaqueca. Um distúrbio genético do córtex cerebral, em que a diminuição do dobramento em certas áreas resulta em um microgiro, onde há quatro camadas em vez de seis, é em alguns casos visto como relacionado à dislexia .

### Camadas de neocórtex

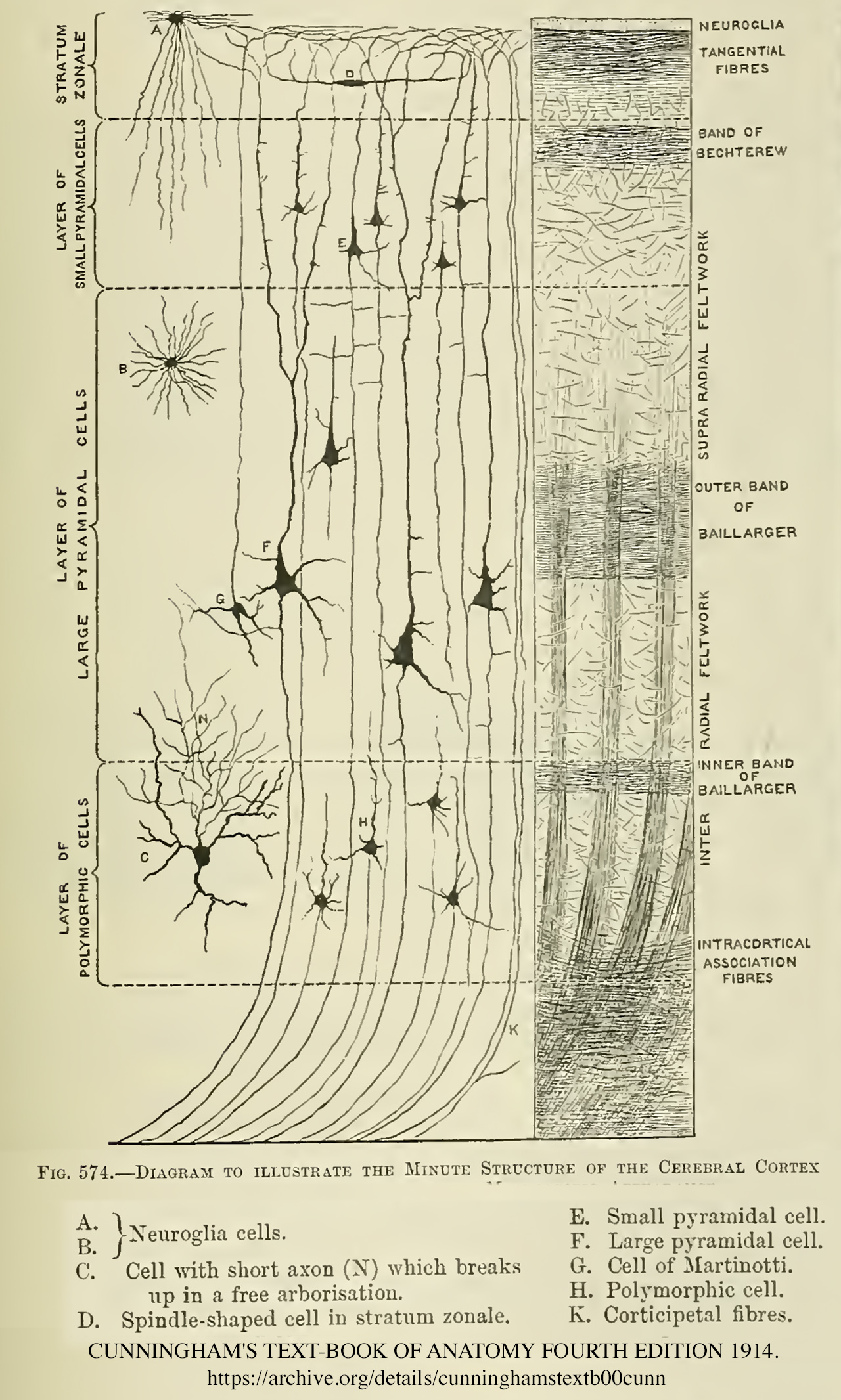
Diagrama do padrão de camadas. Células agrupadas à esquerda, camadas axonais à direita

O neocórtex é formado por seis camadas, numeradas de I a VI, desde a camada mais externa I - próxima à pia-máter, até a camada mais interna VI - próxima à substância branca subjacente. Cada camada cortical possui uma distribuição característica de diferentes neurônios e suas conexões com outras regiões corticais e subcorticais. Existem conexões diretas entre diferentes áreas corticais e conexões indiretas através do tálamo.
Um dos exemplos mais claros de estratificação cortical é a linha de Gennari no córtex visual primário . É uma faixa de tecido mais branco que pode ser observada a olho nu no sulco calcarino do lobo occipital. A linha de Gennari é composta por axônios que trazem informações visuais do tálamo para a camada IV do córtex visual .
A coloração de seções transversais do córtex para revelar a posição dos corpos celulares neuronais e dos tratos axônicos intracorticais permitiu que os neuroanatomistas no início do século 20 produzissem uma descrição detalhada da estrutura laminar do córtex em diferentes espécies. O trabalho de Korbinian Brodmann (1909) estabeleceu que o neocórtex dos mamíferos é consistentemente dividido em seis camadas.

#### Primeira camada
A camada I é a camada molecular, e contém poucos neurônios dispersos, incluindo neurônios GABAérgicos de rosa mosqueta. A camada I consiste em grande parte em extensões de tufos dendríticos apicais de neurônios piramidais e axônios orientados horizontalmente, bem como células gliais . Durante o desenvolvimento, células de Cajal-Retzius e células da camada granular subpial estão presentes nesta camada. Além disso, algumas células estreladas espinhosas podem ser encontradas aqui. Acredita-se que as entradas para os tufos apicais sejam cruciais para as interações de feedback no córtex cerebral envolvidas na aprendizagem associativa e na atenção. Embora se pensasse que a entrada para a camada I vinha do próprio córtex, agora percebe-se que a camada I através do manto do córtex cerebral recebe informações substanciais da matriz ou das células do tálamo do tipo M (em contraste com core ou tipo C que vão para a camada IV).

#### Segunda camada
A camada II, a camada granular externa, contém pequenos neurônios piramidais e numerosos neurônios estrelados.

#### Terceira camada
A camada III, a camada piramidal externa, contém predominantemente neurônios piramidais de tamanho pequeno e médio, bem como neurônios não piramidais com axônios intracorticais orientados verticalmente; as camadas I a III são o principal alvo dos aferentes corticocorticais inter-hemisféricos, e a camada III é a principal fonte dos eferentes corticocorticais.

#### Quarta camada
A camada IV, a camada granular interna, contém diferentes tipos de células estreladas e piramidais e é o principal alvo dos aferentes tálamo-corticais dos neurônios tálamo tipo C (tipo núcleo), bem como dos aferentes corticocorticais intra-hemisféricos. As camadas acima da camada IV também são chamadas de camadas supragranulares (camadas I-III), enquanto as camadas abaixo são chamadas de camadas infragranulares (camadas V e VI).

#### Quinta camada
A camada V, a camada piramidal interna, contém grandes neurônios piramidais. Os axônios destes deixam o córtex e se conectam com estruturas subcorticais, incluindo os gânglios da base . No córtex motor primário do lobo frontal, a camada V contém células piramidais gigantes chamadas células de Betz, cujos axônios viajam através da cápsula interna, do tronco cerebral e da medula espinhal formando o trato corticoespinhal, que é a principal via para o controle motor voluntário.

#### Sexta camada
A camada VI, a camada polimórfica ou multiforme, contém poucos neurônios piramidais grandes e muitos neurônios piramidais e multiformes pequenos, fusiformes; a camada VI envia fibras eferentes ao tálamo, estabelecendo uma interconexão recíproca muito precisa entre o córtex e o tálamo. Ou seja, os neurônios da camada VI de uma coluna cortical conectam-se aos neurônios do tálamo que fornecem entrada para a mesma coluna cortical. Essas conexões são excitatórias e inibitórias. Os neurônios enviam fibras excitatórias aos neurônios do tálamo e também enviam colaterais ao núcleo reticular do tálamo que inibem esses mesmos neurônios do tálamo ou adjacentes a eles. Uma teoria é que, como a saída inibitória é reduzida pela entrada colinérgica no córtex cerebral, isso fornece ao tronco cerebral um "controle de ganho ajustável para a retransmissão de entradas lemniscais ".

## Fornecimento de sangue e drenagem

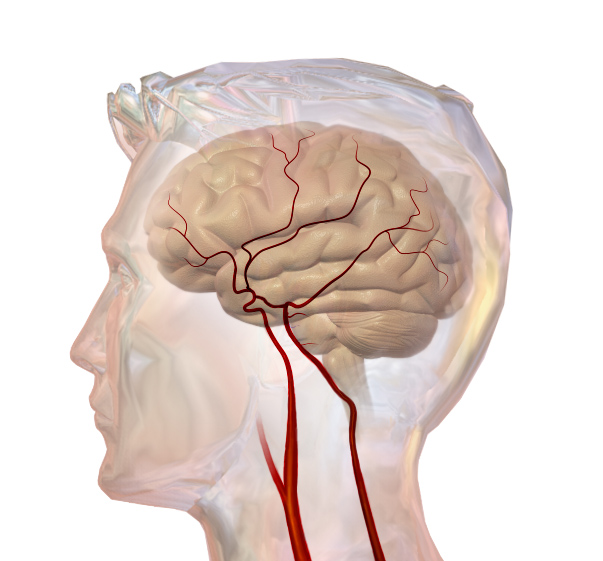
Fornecimento arterial mostrando as regiões irrigadas pelas artérias cerebrais posterior, média e anterior.

O suprimento sanguíneo para o córtex cerebral faz parte da circulação cerebral . As artérias cerebrais fornecem o sangue que perfunde o cérebro. Este sangue arterial transporta oxigênio, glicose e outros nutrientes para o córtex. As veias cerebrais drenam o sangue desoxigenado e os resíduos metabólicos, incluindo o dióxido de carbono, de volta ao coração.
As principais artérias que irrigam o córtex são a artéria cerebral anterior, a artéria cerebral média e a artéria cerebral posterior . A artéria cerebral anterior irriga as porções anteriores do cérebro, incluindo a maior parte do lobo frontal. A artéria cerebral média supre os lobos parietais, lobos temporais e partes dos lobos occipitais. A artéria cerebral média se divide em dois ramos para suprir os hemisférios esquerdo e direito, onde se ramificam ainda mais. A artéria cerebral posterior irriga os lobos occipitais. O círculo de Willis é o principal sistema sanguíneo que lida com o suprimento de sangue no cérebro e no córtex cerebral.

## Desenvolvimento
O desenvolvimento pré-natal do córtex cerebral é um processo complexo e afinado denominado corticogênese, influenciado pela interação entre os genes e o meio ambiente.

### Tubo neural
O córtex cerebral se desenvolve a partir da parte mais anterior, a região do prosencéfalo, do tubo neural . A placa neural dobra-se e fecha-se para formar o tubo neural . A partir da cavidade dentro do tubo neural desenvolve-se o sistema ventricular e, a partir das células neuroepiteliais de suas paredes, os neurônios e glia do sistema nervoso. A parte mais anterior (frontal ou cranial) da placa neural, o prosencéfalo, que é evidente antes do início da neurulação, dá origem aos hemisférios cerebrais e, posteriormente, ao córtex.

### Desenvolvimento de neurônios corticais
Os neurônios corticais são gerados dentro da zona ventricular, próximo aos ventrículos . A princípio, esta zona contém células-tronco neurais, que transitam para células gliais radiais – células progenitoras, que se dividem para produzir células gliais e neurônios.

### Gália radial
O córtex cerebral é composto por uma população heterogênea de células que dão origem a diferentes tipos de células. A maioria dessas células é derivada da migração radial da glia que forma os diferentes tipos de células do neocórtex e é um período associado ao aumento da neurogênese . Da mesma forma, o processo de neurogênese regula a laminação para formar as diferentes camadas do córtex. Durante este processo há um aumento na restrição do destino celular que começa com os progenitores anteriores dando origem a qualquer tipo de célula no córtex e os progenitores posteriores dando origem apenas aos neurônios das camadas superficiais. Esse destino celular diferencial cria uma topografia de dentro para fora no córtex, com neurônios mais jovens nas camadas superficiais e neurônios mais velhos nas camadas mais profundas. Além disso, os neurônios laminares são parados na fase S ou G2 para fornecer uma distinção precisa entre as diferentes camadas corticais. A diferenciação laminar não está totalmente completa até depois do nascimento, uma vez que durante o desenvolvimento os neurônios laminares ainda são sensíveis a sinais extrínsecos e estímulos ambientais.

## Evolução
De todas as diferentes regiões cerebrais, o córtex cerebral apresenta a maior variação evolutiva e evoluiu mais recentemente. Em contraste com o circuito altamente conservado da medula oblonga, por exemplo, que desempenha funções críticas como a regulação das frequências cardíaca e respiratória, muitas áreas do córtex cerebral não são estritamente necessárias para a sobrevivência. Assim, a evolução do córtex cerebral viu o advento e a modificação de novas áreas funcionais – particularmente áreas de associação que não recebem informações diretamente de fora do córtex.
Uma teoria chave da evolução cortical está incorporada na hipótese da unidade radial e na hipótese do protomapa relacionada, proposta pela primeira vez por Rakic. Esta teoria afirma que novas áreas corticais são formadas pela adição de novas unidades radiais, o que é realizado ao nível das células estaminais . A hipótese do protomapa afirma que a identidade celular e molecular e as características dos neurônios em cada área cortical são especificadas por células-tronco corticais, conhecidas como células gliais radiais, em um mapa primordial. Este mapa é controlado por proteínas de sinalização secretadas e fatores de transcrição a jusante.

## Função

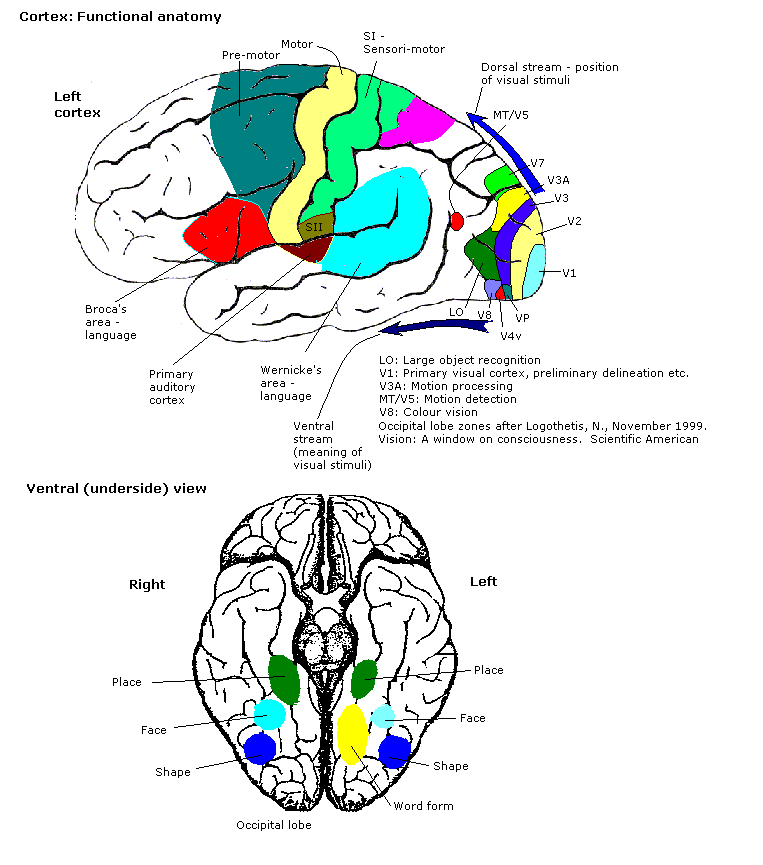
Algumas áreas funcionais do córtex

### Conexões
O córtex cerebral está conectado a diversas estruturas subcorticais, como o tálamo e os gânglios da base, enviando-lhes informações através de conexões eferentes e recebendo deles informações por meio de conexões aferentes . A maior parte da informação sensorial é encaminhada para o córtex cerebral através do tálamo. A informação olfativa, entretanto, passa através do bulbo olfatório até o córtex olfatório ( córtex piriforme ). A maioria das conexões ocorre de uma área do córtex para outra, e não de áreas subcorticais; Braitenberg e Schüz (1998) afirmam que em áreas sensoriais primárias, no nível cortical onde terminam as fibras de entrada, até 20% das sinapses são fornecidas por aferentes extracorticais, mas que em outras áreas e outras camadas a porcentagem é provavelmente muito maior. mais baixo.

### Áreas corticais
Todo o córtex cerebral foi dividido em 52 áreas diferentes numa apresentação inicial de Korbinian Brodmann . Estas áreas, conhecidas como áreas de Brodmann, baseiam-se na sua citoarquitetura, mas também se relacionam com diversas funções. Um exemplo é a área 17 de Brodmann, que é o córtex visual primário .
Em termos mais gerais, o córtex é normalmente descrito como compreendendo três partes: áreas sensoriais, motoras e de associação.

#### Áreas sensoriais
As áreas sensoriais são as áreas corticais que recebem e processam informações dos sentidos . Partes do córtex que recebem informações sensoriais do tálamo são chamadas de áreas sensoriais primárias. Os sentidos da visão, audição e tato são atendidos pelo córtex visual primário, córtex auditivo primário e córtex somatossensorial primário, respectivamente. Em geral, os dois hemisférios recebem informações do lado oposto (contralateral) do corpo . Por exemplo, o córtex somatossensorial primário direito recebe informações dos membros esquerdos, e o córtex visual direito recebe informações do campo visual esquerdo. A organização dos mapas sensoriais no córtex reflete a do órgão sensorial correspondente, no que é conhecido como mapa topográfico . Os pontos vizinhos no córtex visual primário, por exemplo, correspondem a pontos vizinhos na retina . Este mapa topográfico é denominado mapa retinotópico . Da mesma forma, existe um mapa tonotópico no córtex auditivo primário e um mapa somatotópico no córtex sensorial primário. Este último mapa topográfico do corpo no giro central posterior foi ilustrado como uma representação humana deformada, o homúnculo somatossensorial, onde o tamanho das diferentes partes do corpo reflete a densidade relativa de sua inervação. Áreas com muita inervação sensorial, como as pontas dos dedos e os lábios, requerem mais área cortical para processar sensações mais refinadas.

#### Áreas motoras
As áreas motoras estão localizadas em ambos os hemisférios do córtex. As áreas motoras estão intimamente relacionadas com o controle dos movimentos voluntários, especialmente os movimentos finos e fragmentados executados pela mão. A metade direita da área motora controla o lado esquerdo do corpo e vice-versa.
Logo abaixo do córtex cerebral estão massas subcorticais interconectadas de substância cinzenta chamadas gânglios da base (ou núcleos). Os gânglios da base recebem informações da substância negra do mesencéfalo e das áreas motoras do córtex cerebral e enviam sinais de volta para ambos os locais. Eles estão envolvidos no controle motor. Eles são encontrados lateralmente ao tálamo. Os principais componentes dos gânglios da base são o núcleo caudado, o putâmen, o globo pálido, a substância negra, o núcleo accumbens e o núcleo subtalâmico . O putâmen e o globo pálido também são conhecidos coletivamente como núcleo lentiforme, porque juntos formam um corpo em forma de lente. O putâmen e o núcleo caudado também são chamados coletivamente de corpo estriado devido à sua aparência listrada.

#### Áreas de associação
As áreas de associação são as partes do córtex cerebral que não pertencem às regiões primárias. Eles funcionam para produzir uma experiência perceptual significativa do mundo, permitem-nos interagir de forma eficaz e apoiam o pensamento e a linguagem abstratos. Os lobos parietal, temporal e occipital – todos localizados na parte posterior do córtex – integram informações sensoriais e informações armazenadas na memória. O lobo frontal ou complexo de associação pré-frontal está envolvido no planejamento de ações e movimentos, bem como no pensamento abstrato. Globalmente, as áreas de associação estão organizadas como redes distribuídas. Cada rede conecta áreas distribuídas em regiões amplamente espaçadas do córtex. Redes distintas são posicionadas adjacentes umas às outras, produzindo uma série complexa de redes entrelaçadas. A organização específica das redes associativas é debatida com evidências de interações, relações hierárquicas e competição entre redes.
Nos humanos, as redes de associação são particularmente importantes para o funcionamento da linguagem. No passado, foi teorizado que as habilidades linguísticas estão localizadas na área de Broca, em áreas do giro frontal inferior esquerdo, BA44 e BA45, para expressão da linguagem e na área de Wernicke BA22, para recepção da linguagem. No entanto, foi demonstrado que os processos de expressão e recepção da linguagem ocorrem em outras áreas além das estruturas ao redor do sulco lateral, incluindo o lobo frontal, gânglios da base, cerebelo e ponte .

## Significado clínico

Alterações hemodinâmicas observadas no córtex cerebral girencefálico após oclusão de vaso arterial no IOS. O vídeo tem velocidade de 50x para apreciar melhor a propagação da despolarização pelo córtex cerebral. As imagens são subtraídas dinamicamente para uma imagem de referência 40 s antes. Primeiro vemos a área inicial de mudança no exato momento em que o grupo da artéria cerebral média (esquerda) é ocluído. A área é destacada com uma linha branca. Posteriormente apreciamos o sinal produzido pelas Despolarizações Espalhadas. Vemos marcadamente a frente das ondas.

Doenças neurodegenerativas, como a doença de Alzheimer, apresentam como marcador uma atrofia da substância cinzenta do córtex cerebral.
Outras doenças do sistema nervoso central incluem distúrbios neurológicos como epilepsia, distúrbios do movimento e diferentes tipos de afasia (dificuldades na expressão ou compreensão da fala).
Danos cerebrais causados por doenças ou traumas podem envolver danos a um lobo específico, como no distúrbio do lobo frontal, e funções associadas serão afetadas. A barreira hematoencefálica que serve para proteger o cérebro contra infecções pode ficar comprometida, permitindo a entrada de patógenos .
O feto em desenvolvimento é suscetível a uma série de fatores ambientais que podem causar defeitos congênitos e problemas no desenvolvimento posterior. O consumo materno de álcool, por exemplo, pode causar distúrbios do espectro alcoólico fetal . Outros fatores que podem causar distúrbios do neurodesenvolvimento são substâncias tóxicas, como medicamentos, e a exposição à radiação, como os raios X. As infecções também podem afetar o desenvolvimento do córtex. Uma infecção viral é uma das causas da lisencefalia, que resulta em um córtex liso sem girificação .
Um tipo de eletrocorticografia denominado mapeamento de estimulação cortical é um procedimento invasivo que envolve a colocação de eletrodos diretamente no cérebro exposto para localizar as funções de áreas específicas do córtex. É usado em aplicações clínicas e terapêuticas, incluindo mapeamento pré-cirúrgico.